# Ricardo Salamero Ortiz
Ricardo Salamero Ortiz (Sevilla, 21 de mayo de 1872 - Paterna, 29 de agosto de 1936) fue un militar español. General de brigada de la Guardia Civil, durante la Segunda República mandó la 5.ª y la 2.ª Zonas del instituto armado. 

## Biografía
Ingresó como cadete en la Academia General Militar de Toledo el 31 de agosto de 1891 dentro de la 9.ª promoción, penúltima de dicha Academia.
Por Orden de 4 de octubre de 1916 fue ascendido a Comandante y destinado como segundo jefe a la Comandancia de Huelva primero y luego a la de Zaragoza. En diciembre de 1916 pasa como segundo jefe a la de La Coruña. A los pocos meses recala de nuevo en la Plana Mayor del 5.º Tercio, donde permanece hasta el 29 de septiembre de 1919 en que es ascendido a Teniente Coronel, con destino en la Comandancia de Caballería de Jaén. En 1921 pasa como primer jefe a la Comandancia de Teruel y en 1922 a la de Valencia, donde permanece hasta 30 de mayo de 1927, en que es ascendido a Coronel, siendo destinado a la Comandancia de Oviedo. Por Orden de 29 de diciembre de 1930 se le otorga el mando del 15.º Tercio. En octubre de 1932 pasa a mandar el 16.º Tercio (Málaga) y en noviembre de ese mismo año pasa destinado a la Dirección General de la Guardia Civil.
Por Decreto de 28 de abril de 1934 fue nombrado General de Brigada de la Guardia Civil, confiriéndole el mando de la 2.ª Zona, con residencia en Córdoba. Meses más tarde, en noviembre de 1934, pasó a mandar la 5.ª Zona. El 1 de abril de 1936 hubo una remodelación y pasó a mandar de nuevo la 2.ª Zona. En su lugar fue nombrado el recientemente ascendido a general de brigada José Aranguren Roldán.
Que sepamos, Salamero no participó en la conspiración militar contra el gobierno republicano,  ya que había pasado a la reserva el 21 de mayo de 1936, al cumplir la edad reglamentaria, por orden del ministro Juan Moles Ormella. Le sustituyó el general de brigada Federico Santiago Iglesias.
Fue asesinado en Paterna el 29 de agosto de 1936, durante la Guerra civil española.

## Reconocimientos
- Gran Cruz de la Orden civil de Beneficencia. [8]